# Durenque (affluent de l'Agout)
Pour les articles homonymes, voir Durenque (homonymie).
La Durenque est une rivière française qui coule dans le département du Tarn. C'est un affluent de l'Agout en rive gauche, donc un sous-affluent de la Garonne par le Tarn.

## Géographie

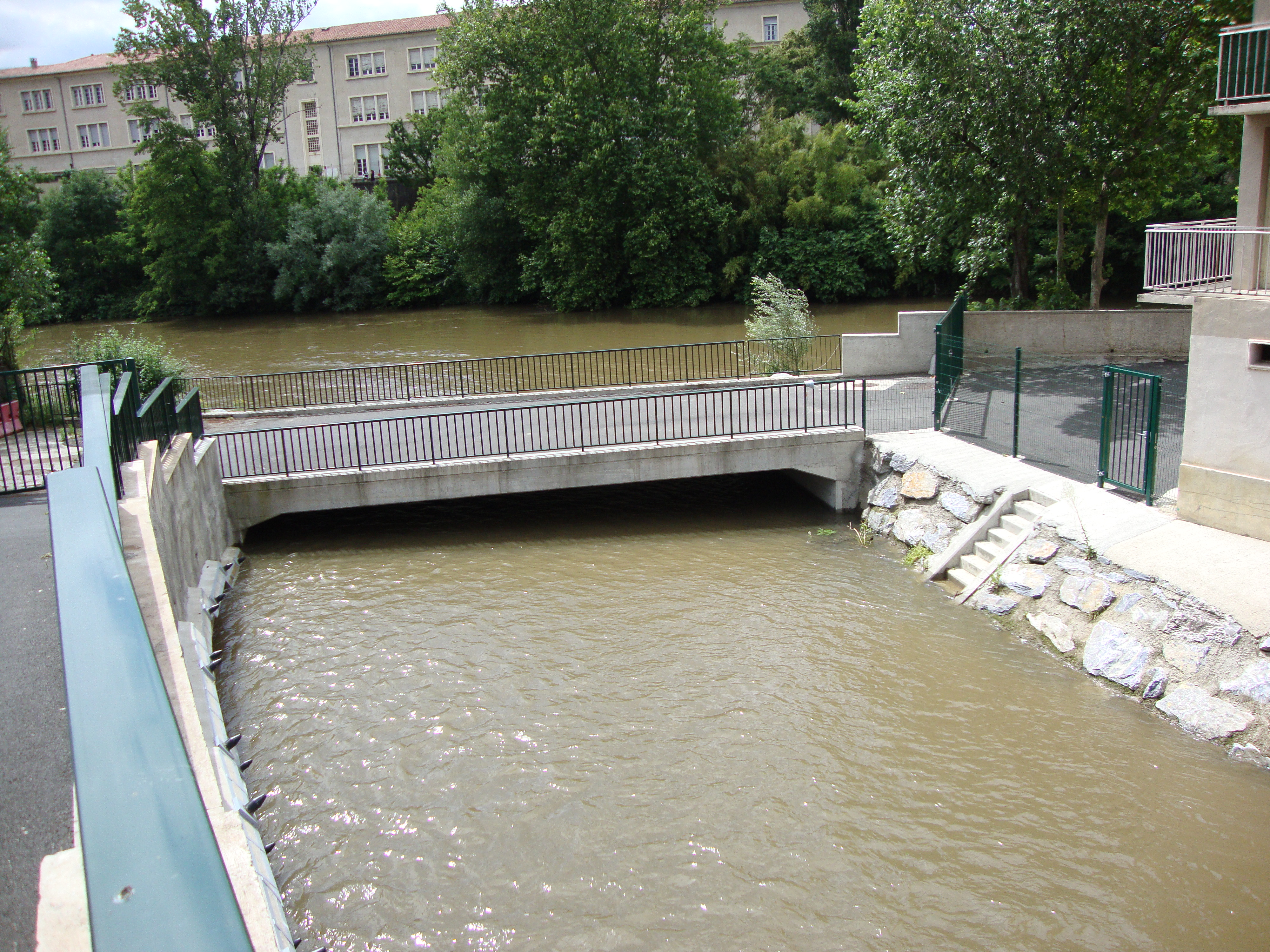
Confluence Durenque et Agout à Castres.

La Durenque prend sa source au sein du parc naturel régional du Haut-Languedoc, dans la partie occidentale des monts de l'Espinouse sur le territoire de la commune du Bez dans le Tarn. Comme l'Agout, son cours suit globalement une direction allant de l'est vers l'ouest. Elle se jette dans l'Agout en rive gauche, à Castres.

### Communes et cantons traversés
- Département du Tarn : Le Bez, Cambounès, Boissezon, Payrin-Augmontel, Noailhac, Valdurenque, Lagarrigue et Castres.

## Affluents
La Durenque a onze affluents référencés dont :
- la Durencuse (rd) 17,7 kilomètres.
- Ruisseau du Verdet 4,1 km.
- Ruisseau de Puech du Fau 3,9 km.
- Ruisseau de la Blazié 3,9 km.
- Ruisseau de Ganoubre 4,6 km.

## Hydrologie

### La Durenque à Boissezon
Le débit de la Durenque a été observé pendant une période de 8 ans (1934-1941), à Boissezon, localité du département du Tarn, située à une bonne dizaine de kilomètres du confluent avec l'Agout. Le bassin versant de la rivière y est de 56 km2, soit seulement un peu plus de la moitié de sa totalité.
Le module de la rivière à Boissezon est de 1,87 m3/s.
La Durenque présente des fluctuations saisonnières de débit assez marquées sans être excessives, avec des hautes eaux d'hiver-printemps portant le débit mensuel moyen à des niveaux situés entre 2,29 et 3 m3/s, de décembre à mai inclus (maximum en janvier), et des basses eaux d'été, de juillet à octobre inclus, avec une baisse du débit moyen mensuel jusque 0,580 m3/s au mois d'août (580 litres par seconde), ce qui reste fort acceptable.

### Crues
Les crues peuvent être assez importantes. La série des QIX n'a jamais été calculée étant donné la trop faible durée d'observation des débits de la rivière.
Le débit journalier maximal enregistré à Boissezon a été de 37,9 m3/s le 2 janvier 1935.

### Lame d'eau et débit spécifique
La Durenque est une rivière très abondante. La lame d'eau écoulée dans son bassin versant est de 1053 millimètres annuellement, ce qui est très élevé, plus de trois fois supérieur à la moyenne d'ensemble de la France tous bassins confondus (320 millimètres). C'est aussi largement supérieur à l'ensemble du bassin versant de la Garonne (384 millimètres), ainsi que du Tarn (487 millimètres) et de l'Agout (565 millimètres à Lavaur). Le débit spécifique (ou Qsp) se monte dès lors à 33,4 litres par seconde et par kilomètre carré de bassin.